# Oppidum di Entremont
Entremont (in latino Intermontes) è un sito archeologico corrispondente all'antico oppidum della tribù celto-ligure dei Salluvi, situato nei pressi dell'attuale Aix-en-Provence, circa 3 chilometri più a nord del centro cittadino, in Provenza.

## Storia
Il sito venne occupato verso il IV secolo a.C. dalla popolazione celto-ligure dei Salii o Salluvii, che ne fecero del sito la loro capitale.
L'oppidum di Entremont, durante il II secolo a.C., fu con tutta probabilità la capitale del popolo ligure dei Salluvii.
Sui Salluvii grava una tradizione che lo vorrebbe un popolo crudele e bellicoso; in realtà, essi sono stati probabilmente responsabili di una fusione dei popoli dell'area dei fiumi Rodano e Var, sotto l'influenza greca della vicina polis massaliota.
La città fu oggetto di assedio e di conquista da parte dei Romani nel 123 a.C..

## Archeologia del sito ed esposizione museale

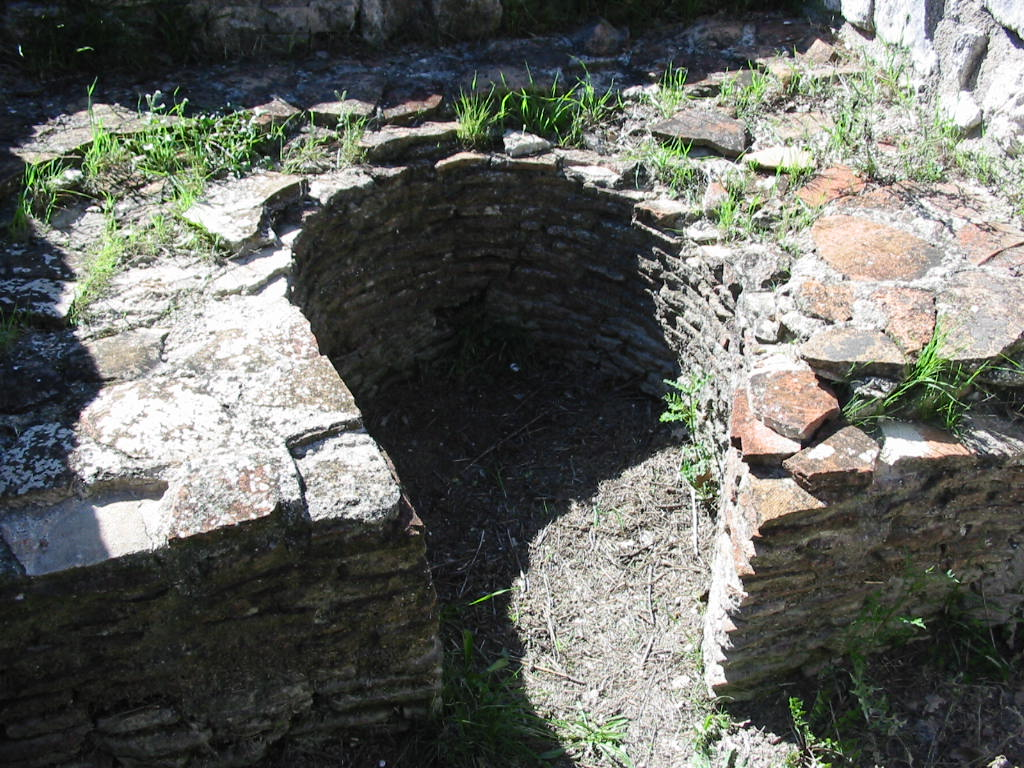
Sito archeologico di Entremont: particolare di una fornace.

Gli scavi condotti sul sito dopo il 1946 hanno messo in luce le vestigia di un abitato protetto (data la presenza di un baluardo a nord del pianoro), e i segni di un'avanzata civiltà celto-ligure, botteghe, magazzini e laboratori, oltre a un grosso edificio, una sorta di santuario.
L'esistenza dell'abitato rimonta a circa il III secolo a.C., mentre il definitivo abbandono coincide con la sua distruzione, avvenuta nel 123 a.C., ad opera di Gaio Sextio Calvino. Alla distruzione è sopravvissuta una porzione del muro sul lato nord, con le torri rettangolari.
I resti venuti alla luce rivelano una pianificazione edilizia a scacchiera, ancora ben visibile, con costruzioni eseguite in muratura.
La visita del sito archeologico può essere completata con quella al Museo Granet, nel centro di Aix-en-Provence, in Place Saint-Jean de Malte. Nelle sale dedicate all'archeologia sono esposte le collezioni provenienti dal sito, statuaria celtica e bassorilievi, tra cui le impressionanti sculture di teste mozzate. Queste ultime sembrano collegate al rito gallico della caccia alle teste del nemico, testimoniato anche negli oppida di Manching e a Roquepertuse, un costume su cui peraltro la critica è divisa, anche se su di esso esiste l'autorevole testimonianza di Posidonio, geografo ed etnografo che visitò la Gallia ripresa e tramandataci da Diodoro Siculo, Strabone e Cesare.
Numerosi ritrovamenti archeologici testimoniano come i Salluvii non conoscessero la scrittura ma erano tecnologicamente all'avanguardia nell'epoca: ne sono prova, ad esempio, l'alta qualità delle lavorazioni in vetro e degli oggetti metallici prodotti.